# Leptacis dux
Leptacis dux är en stekelart som beskrevs av Lubomir Masner 1960. Leptacis dux ingår i släktet Leptacis och familjen gallmyggesteklar. Inga underarter finns listade i Catalogue of Life.